# David Castedo
David Castedo Escudero (Palma, 26 januari 1974) is een Spaans voormalig voetballer die doorgaans speelde als linksback. Tussen 1993 en 2008 was hij actief voor RCD Mallorca, Hércules, CF Extremadura, Sevilla en Levante.

## Clubcarrière
Castedo werd geboren op Mallorca en speelde in de jeugdopleiding van RCD Mallorca. Deze doorliep hij en hij debuteerde in het seizoen 1994/95, toen de club actief was in de Segunda División. Gedurende de seizoenen erna kreeg hij een belangrijkere rol en na afloop van het seizoen 1996/97 promoveerde Castedo met zijn club naar de Primera División. Na afloop van de seizoensstart daarop werd hij achtereenvolgens verhuurd aan Hércules en CF Extremadura. Die laatste was actief op het hoogste niveau. Na zijn terugkeer speelde hij nog een seizoen bij Mallorca, waar hij zijn debuut maakte in een continentale competitie. In februari 2000 viel een kraan op zijn auto, waardoor hij twee uur vastzat voor brandweerlieden hem bevrijdden. Hij moest hierna herstellen aan zijn rug en enkel.
Voorafgaand aan het seizoen 2000/01 verkaste Castedo transfervrij naar Sevilla, toen actief op het tweede niveau. In zijn eerste jaar was hij grotendeels basisspeler en hielp hij de club kampioen te worden en terug te keren op het hoogste niveau. Ook na de promotie behield de linksback zijn basisplaats en na een paar jaar werd hij benoemd tot een van de aanvoerders van Sevilla. In het seizoen 2005/06 speelde Castedo voor het tweede seizoen op rij in de UEFA Cup. Deze beker werd gewonnen door in de finale van Middlesbrough te winnen (0–4). Castedo speelde in alle wedstrijden mee, inclusief de gehele finale. Het jaar erop won Sevilla de UEFA Cup opnieuw, nu door na strafschoppen van Espanyol te winnen. Castedo bleef nu de gehele finale op de reservebank.
Na deze tweede UEFA Cup-winst vertrok Castedo bij Sevilla. Hij tekende een contract voor één jaar bij Levante. Hij speelde achttien competitiewedstrijden en degradeerde met Levante naar de Segunda División. Hierop besloot Castedo op vierendertigjarige leeftijd een punt achter zijn actieve loopbaan te zetten.

## Clubstatistieken
| Seizoen | Club             | Competitie       | Competitie | Competitie | Beker | Beker | Internationaal | Internationaal | Totaal | Totaal |
| Seizoen | Club             | Competitie       | Wed.       | Dlp.       | Wed.  | Dlp.  | Wed.           | Dlp.           | Wed.   | Dlp.   |
| ------- | ---------------- | ---------------- | ---------- | ---------- | ----- | ----- | -------------- | -------------- | ------ | ------ |
| 1993/94 | RCD Mallorca     | Segunda División | 19         | 0          | 0     | 0     | —              | —              | 19     | 0      |
| 1994/95 | RCD Mallorca     | Segunda División | 23         | 0          | 6     | 0     | —              | —              | 29     | 0      |
| 1995/96 | RCD Mallorca     | Segunda División | 34         | 0          | 4     | 0     | —              | —              | 38     | 0      |
| 1996/97 | RCD Mallorca     | Segunda División | 33         | 0          | 4     | 0     | —              | —              | 37     | 0      |
| 1997/98 | RCD Mallorca     | Primera División | 2          | 0          | 3     | 1     | —              | —              | 5      | 1      |
| 1997/98 | → Hércules       | Segunda División | 23         | 1          | 0     | 0     | —              | —              | 23     | 1      |
| 1998/99 | → CF Extremadura | Primera División | 32         | 0          | 1     | 0     | —              | —              | 33     | 0      |
| 1999/00 | RCD Mallorca     | Primera División | 8          | 1          | 2     | 0     | 1              | 0              | 11     | 1      |
| 2000/01 | Sevilla          | Segunda División | 40         | 0          | 0     | 0     | —              | —              | 40     | 0      |
| 2001/02 | Sevilla          | Primera División | 36         | 0          | 0     | 0     | —              | —              | 36     | 0      |
| 2002/03 | Sevilla          | Primera División | 35         | 0          | 5     | 0     | —              | —              | 40     | 0      |
| 2003/04 | Sevilla          | Primera División | 35         | 0          | 8     | 0     | —              | —              | 43     | 0      |
| 2004/05 | Sevilla          | Primera División | 37         | 0          | 5     | 0     | 10             | 0              | 52     | 0      |
| 2005/06 | Sevilla          | Primera División | 33         | 0          | 2     | 0     | 12             | 0              | 47     | 0      |
| 2006/07 | Sevilla          | Primera División | 19         | 0          | 3     | 0     | 8              | 0              | 30     | 0      |
| 2007/08 | Levante          | Primera División | 18         | 0          | 2     | 0     | —              | —              | 20     | 0      |
| Totaal  | Totaal           | Totaal           | 427        | 2          | 45    | 1     | 31             | 0              | 503    | 3      |

## Erelijst
| Copa del Rey     | 1 | 2006/07          |
| Segunda División | 1 | 2000/01          |
| UEFA Cup         | 2 | 2005/06, 2006/07 |
| UEFA Super Cup   | 1 | 2006             |